# Qt

Qt o bibliotecă de programme

Qt este un sistem inter-platformă de dezvoltare a programelor pentru calculator, care cuprinde o bibliotecă cu elemente de control, folosit atât pentru crearea programelor cu interfață grafică cât și pentru programe fără interfață grafică, cum sunt programele care rulează pe servere (backend). Cele mai cunoscute utilizări ale Qt sunt KDE,  browserul web Opera, Google Earth, Skype, Qtopia. Qt este produs de firma norvegiană Trolltech.
Începând cu versiunea 4, Qt este disponibil pentru toate platformele, inclusiv Windows sub o licență duală, GPL și o licență proprietară. Acest fapt face posibilă dezvoltarea de aplicații Qt licențiate GPL și pentru alte sisteme, cel mai notabil efect fiind disponibilitatea KDE 4 pentru Windows și Mac OS X.

## Istorie
Haavard Nord și Eirik Chamge-Eng (primii programatori ai Qt, respectiv directorul executiv și președintele Trolltech) au început dezvoltarea Qt în 1991, trei ani mai târziu fiind numită Quasar Technologies, apoi Troll Tech și mai apoi Trolltech.
În 1998 au apărut controverse deoarece era evident că KDE urma să devină unul dintre principalele medii desktop pentru Linux. Cum KDE era bazat pe Qt, mulți oameni din mișcarea pentru software liber erau îngrijorați că o componentă esențială a unuia dintre principalele lor sisteme de operare va fi proprietară.
De aici au început două acțiuni, dezvoltarea Harmony toolkit, care urmărea să dezvolte o clonă a Qt sub o licență software liberă, și mediul desktop GNOME, care urmărea să înlocuiască în întregime KDE. 
Începând cu versiunea 2.0, Qt a fost licențiat sub QPL, o licență considerată de FSF drept incompatibilă cu GPL. KDE și Trolltech au ajuns la o înțelegere prin care Qt nu putea să-și schimbe licența cu una mai restrictivă decât QPL, chiar dacă Trolltech ar fi fost cumpărată sau ar fi dat faliment. Această înțelegere a dus la crearea KDE Free Qt foundation, care garantează că ultima versiune Qt cu licență QPL va avea o licență de tip BSD dacă într-o perioadă de 12 luni nu va fi publicată nici o versiune Qt sub o licentă liberă.
In iunie 2008, Trolltech este achiziționată de către Nokia, încercând să folosească Qt ca principala platformă de dezvoltare pentru dispozitivele lor, inclusiv un port pentru Symbian S60.
Pe data de 9 august 2012, Digia preia Qt de la Nokia.

## Programe create folosind Qt
- KDE, un mediu desktop pentru Linux foarte popular
  - KDELibs, o bibliotecă bază a mii de programe KDE, inclusiv Amarok, K3b, KDevelop și Calligra.
- Adobe Photoshop Album, software de organizare a imaginilor
- Doxygen
- Google Earth
- Last.fm Player
- Motorola A760, uses Qt/Embedded in its UI
- Opera, un browser web
- Psi
- Razor-qt, mediu desktop pentru Linux
- Scribus
- Skype
- TOra
- VirtualBox
- Xconfig, unealtă de configurare a kernelului Linux